# Dopravní společnost Ústeckého kraje
Dopravní společnost Ústeckého kraje, příspěvková organizace (DSÚK) je první český autobusový dopravce, který byl zřízen samosprávným krajem. Organizace vznikla 1. července 2017 a do obchodního rejstříku byla zapsána 2. srpna 2017. Dopravu začala provozovat 14. září 2018 v oblastech Ústecko a Děčínsko.

## Historie
Důvodem založení krajského dopravce bylo nařízení vlády o zvýšení minimální mzdy řidičů autobusů. Na Sněmu Svazu měst a obcí, který proběhl od 18. do 19. května 2017 v Plzni, bylo za účasti zástupkyně Asociace krajů ČR konstatováno, že nařízením vlády se vedení všech krajů dostalo do obrovské pasti včetně možných trestněprávních postihů, protože autobusovou dopravu vysoutěžily podle zákona o veřejných zakázkách a jediným kritériem byla cena, a tedy teď nemohou uzavírat dodatek a tu cenu nějak navyšovat. Proto řada krajů zvažovala založení vlastního dopravního podniku, aby se do podobné situace už nemohly dostat. To se mělo týkat zejména Ústeckého, Jihomoravského a Moravskoslezského kraje, kde už soutěže proběhly.
Dopravci museli od 1. ledna 2017 řidičům navýšit mzdy a toto navýšení, se kterým při výběrových řízeních nepočítali, požadovali kompenzovat od Ústeckého kraje. Tomu však zákon a uzavřené smlouvy neumožňovaly přispět více než 5,7 miliony korun každému ze smluvních dopravců. Protože některým dopravcům tato částka nepokryla celé období do konce smlouvy v roce 2024, kraj dopravcům, kteří za těchto podmínek nechtěli dopravní obslužnost dále provozovat, umožnil ukončit dopravu již za dva roky. Zároveň se rozhodl místo vyhlašování dalších výběrových řízení založit vlastního dopravce, který by přebíral dopravu v oblastech, ve kterých skončila smlouva soukromému dopravci.
29. května 2017 zastupitelstvo Ústeckého kraje schválilo zřízení krajského autobusového dopravce, který má postupně nahradit dosavadní provozovatele. Tento krok prezentoval, vysvětloval a obhajoval náměstek hejtmana Jaroslav Komínek z KSČM. Hejtmanem byl v té době Oldřich Bubeníček (KSČM).
Podle prohlášení prvního ředitele by cestující změnu ani neměli poznat.
Sdružení dopravců ČESMAD BOHEMIA tento krok kraje označilo za drahý socialistický experiment. Ke zřízení krajského dopravce se vyjádřil kriticky i krajský zastupitel a primátor Teplic Jaroslav Kubera z ODS, podle nějž se kraj nechová ekonomicky a vrací se tímto krokem do socialismu. Kubera jmenovitě kritizoval nárůst pracovních míst kraje v managementu nové organizace.
O zřízení vlastního krajského dopravce, který by dopravu v kraji převzal od roku 2019, uvažoval též Liberecký kraj a jeho hejtman Martin Půta ze STAN. Výběrové řízení z roku 2012 bylo v tomto kraji v roce 2014 zrušeno a prozatím byly prodlužovány smlouvy stávajícím dopravcům. Liberecký kraj následně koupil většinový podíl ČSAD Liberec.[zdroj?]

## Sídlo a vedení
Sídlo má na adrese krajského úřadu v Ústí nad Labem. K počátku roku 2018 má přesídlit do pronajatých zatím 5 kanceláří v budově České spořitelny na Mírovém náměstí. Ohledně technického zázemí chce organizace jednat s dopravními společnostmi a dalšími subjekty podle obsluhovaných oblastí. Výhledově plánuje vybudovat vlastní technické zázemí.
Ředitel je jediným statutárním orgánem. Prvním ředitelem byl od 1. července 2017 do 31. října 2017 Jindřich Franěk, vedoucí odboru dopravy krajského úřadu. Druhým ředitelem byl k 1. listopadu 2017 jmenován Ing. Milan Šlejtr, bývalý technický i dopravní náměstek ředitele a řidič trolejbusu i autobusu v Dopravním podniku města Ústí nad Labem. Byl vybrán ze dvou uchazečů o tuto funkci, kteří se přihlásili do výběrového řízení.

## Provozovaná doprava
V okolí města Ústí nad Labem, na 12 linkách obsluhovaných 29 autobusy délky 12 nebo 15 metrů, měla dopravu převzít od 1. července 2019. Pro první provozovanou oblast, Ústecko, počítala s 80 až 90 zaměstnanci, z toho 60 až 70 řidiči.
Od 1. července 2019 měla Dopravní společnost Ústeckého kraje (DSÚK) převzít dopravu ve všech oblastech, kde dosud jezdila společnost BusLine, a na Bílinsku, kde dopravu zajišťovala ČSAD Slaný.
Zbývající dopravci, kromě ČSAD Slaný, Arriva City a Autobusy Karlovy Vary, měli do konce roku 2017 kraji potvrdit zájem ve smlouvách pokračovat. Pokud by se tak nestalo, smlouvy by byly automaticky ukončeny k 31. prosinci 2019. Veškerou autobusovou dopravu objednávanou krajem by pak převzala DSÚK.
Ostatní smlouvy měly vypršet koncem roku 2024, takže od roku 2025 měl být na území Ústeckého kraje jediným dopravcem provozujícím regionální dopravu, pokud by jednání nepovedla k jinému výsledku. Výhledově by měla DSÚK v případě zajištění celé objednávky Ústeckého kraje zabezpečit, orientačně odhadnuto, provoz 170 linek, k čemuž by potřebovala 750 zaměstnanců, z toho 650 řidičů.
14. září 2018 společnost převzala dopravu v oblastech Ústecko a Děčínsko, kterou dosud zajišťovala společnost TD Bus (dříve BusLine), s níž se kraj na tomto termínu převzetí předtím dohodl. Krajská společnost převzala část autobusů a všechny řidiče TD Bus. Na Děčínsku jí však do plného stavu chyběli 4 řidiči a na Ústecku 14 řidičů. První den proto linkový autobus řídili i ředitel DSÚK Milan Šlejtr a krajský radní pro dopravu Jaroslav Komínek, přesto mnoho spojů vynechalo. Zaměstnanců se na převedení k jiné společnosti údajně nikdo neptal a firmy si je smluvně převedly jako věcné břemeno. Na Děčínsku kraj převzal od TD Bus všech 20 vozů, na Ústecku pouze 10 a 21 nových si objednal, nové vozy však neměly odbavovací systém a cestující v nich byli přepravování zadarmo. Radní Komínek v reakci na situaci řekl: „Zvažujme, že vypíšeme výběrová řízení na některé oblasti, 60 procent by zajišťoval kraj a 40 procent by dál zajišťovaly externí firmy.“

## Vozový park
Ve výběrových řízeních chtěl dopravce poptávat vždy nové autobusy s kompletním vybavením. Pro prvních 8 oblastí měly být autobusy pořízeny formou operativního leasingu, kterým by se rozložila doba nájmu na 5 let a nedošlo by k zatížení rozpočtu nové organizace nárazově po jejím vzniku. Do budoucna organizace uvažovala o využití dotačních programů na pořízení autobusů, případně o podpoře bankovními ústavy formou úvěrů.
Na základě námitky společnosti MKPK Transport, která neměla v předmětu podnikání ani leasing ani jinou činnost týkající se autobusů, v červenci 2018 Úřad pro ochranu hospodářské soutěže zrušil dvě soutěže na pětiletý operativní leasing na celkem 49 autobusů pro dopravu na Ústecku a Děčínsku a současně kraji zakázal uzavřít smlouvu s vybraným uchazečem. Důvodem pro zrušení soutěží bylo, že zadavatel nestanovil lhůtu pro podání žádostí o účast tak, aby byla zajištěna přiměřená doba pro úkony dodavatelů k přípravě a podání žádosti o účast. Ústecký deník poukázal na možné propojení MKPK Transport s BusLine, a to bývalým pražským sídlem a osobou jednatele Marcele Smejkala. Kraj ústy náměstka pro dopravu Jaroslava Komínka hodlal proti rozhodnutí podat rozklad, protože prý bylo plné nesrovnalostí.
Kraj následně vypsal nové výběrové řízení, a to na 226 autobusů za 1,4 miliardy Kč, přičemž uzávěrka nabídek je 25. září 2018. Soutěž byla 7. listopadu 2018 zrušena, protože se do ní žádný zájemce nepřihlásil. Podle redaktora Jana Sůry zájemce odradily zřejmě hlavně krátké dodací lhůty. Podle mluvčí Ústeckého kraje byla jedním z důvodů naplněná výrobní kapacita výrobců autobusů. O dalším postupu měla rozhodnout Rada Ústeckého kraje.
Kraj současně jednal o tom, že by od 1. září 2018 převzal na Ústecku a Děčínsku autobusy pocházející od společnosti BusLine, které přešly na dceřinou společnost OverLine, a to včetně řidičů.
Ústecký kraj měl od dopravních společností patřících do skupiny ICOM transport na dva roky v nájmu 34 autobusů Mercedes-Benz Intouro M s délkou 12,6 a 13 metrů a 8 vozidel značky Setra 415 LE business. Jednalo se o téměř 30 zcela nových a 14 starších vozidel. Dopravní společnost Ústeckého kraje je od 15. září 2018 nasadila na linky převzaté od společnosti TD BUS, Intoura na Ústecku a Setry v příhraniční oblasti Saska. Do skončení nájmu plánovala DSÚK vysoutěžit a koupit vlastní vozidla. Autobusy Intouro byly bílé s logem DSÚK. Vozidla nebyla nízkopodlažní a neměla plošinu pro nástup kočárků a vozíčkářů.